# Muñoz (apellido)
Muñoz es un apellido oriundo de España. Tiene un origen patronímico y se deriva del nombre propio Munio o Muño, usado durante la Edad Media en Castilla.
Se cree que el apellido proviene del cónsul romano Lucio Mumio.
Otra teoría apunta al posible origen en el euskera, con el significado de “colina”. Respaldaría esta hipótesis la reconocida influencia que tuvo esta lengua en el castellano hasta el siglo XV, reflejada en topónimos con la partícula “muño” como los nombres de algunos pueblos de la meseta, especialmente en la provincia de Ávila:  Muñogalindo, Muñana, Mengamuñoz, Muñogrande, Muñotello, Muñomer.   

## Descripción del escudo de armas
Escudo cuartelado: 1.º y 4.º de oro con una cruz floreteada de gules. 2.º y 3.º de oro con tres fajas de gules.

## El apellido en la actualidad
Muñoz corresponde al segundo apellido más común en Chile y Colombia, después de González.